# Carl Ferdinand Stelzner

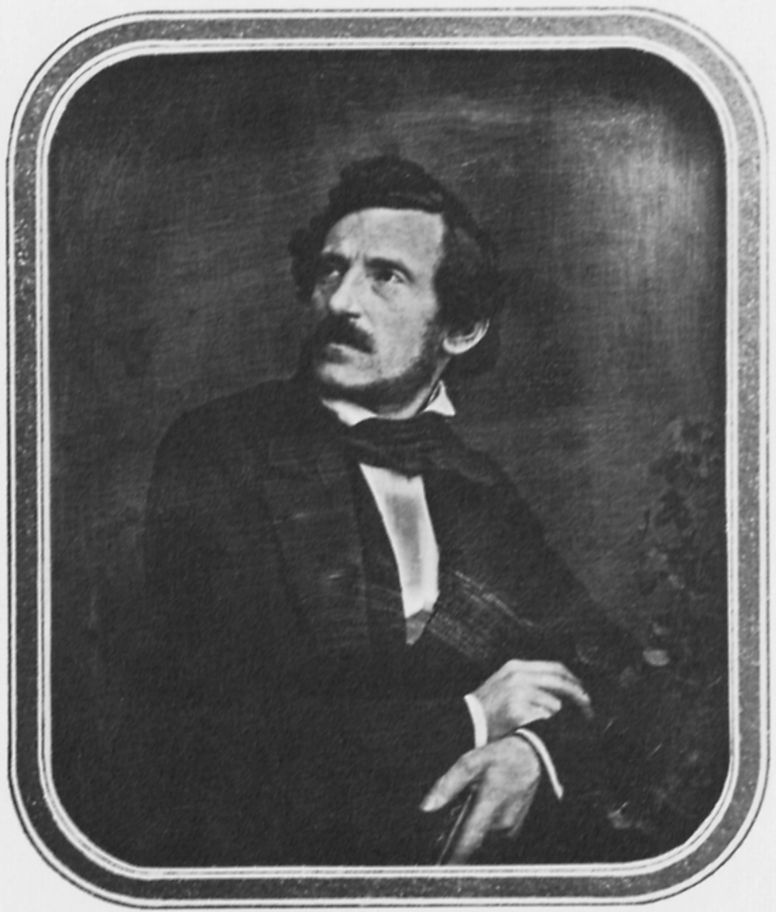
De blinde Carl Ferdinand Stelzner, 1860

Carl Ferdinand Stelzner (Grömitz, 30 december 1805 - Hamburg, 23 oktober 1894) was een Duits fotograaf uit de begintijd van de fotografie. Hij maakte vooral daguerreotypieën. 

## Leven en werk
Stelzner groeide op in Flensburg als stiefzoon van de portret- en miniatuurschilder Carl Gottlieb Stelzner, die hem eveneens opleidde in de schilderkunst. In 1825 reisde hij door Sleeswijk-Holstein en schilderde portretten van boeren en in opdracht ook van burgers. Aan het einde van de jaren 1820 maakte hij studiereizen naar Hamburg, Stockholm, Kopenhagen en Parijs. Ook van 1831 tot 1834 zou hij in Parijs verblijven en bekwaamde zich verder in zijn vak bij de miniatuurschilders Jean-Baptiste Isabey en Claude Marie Dubufe. In 1837 opende hij zelf een atelier voor geschilderde miniatuurportretten te Hamburg. 

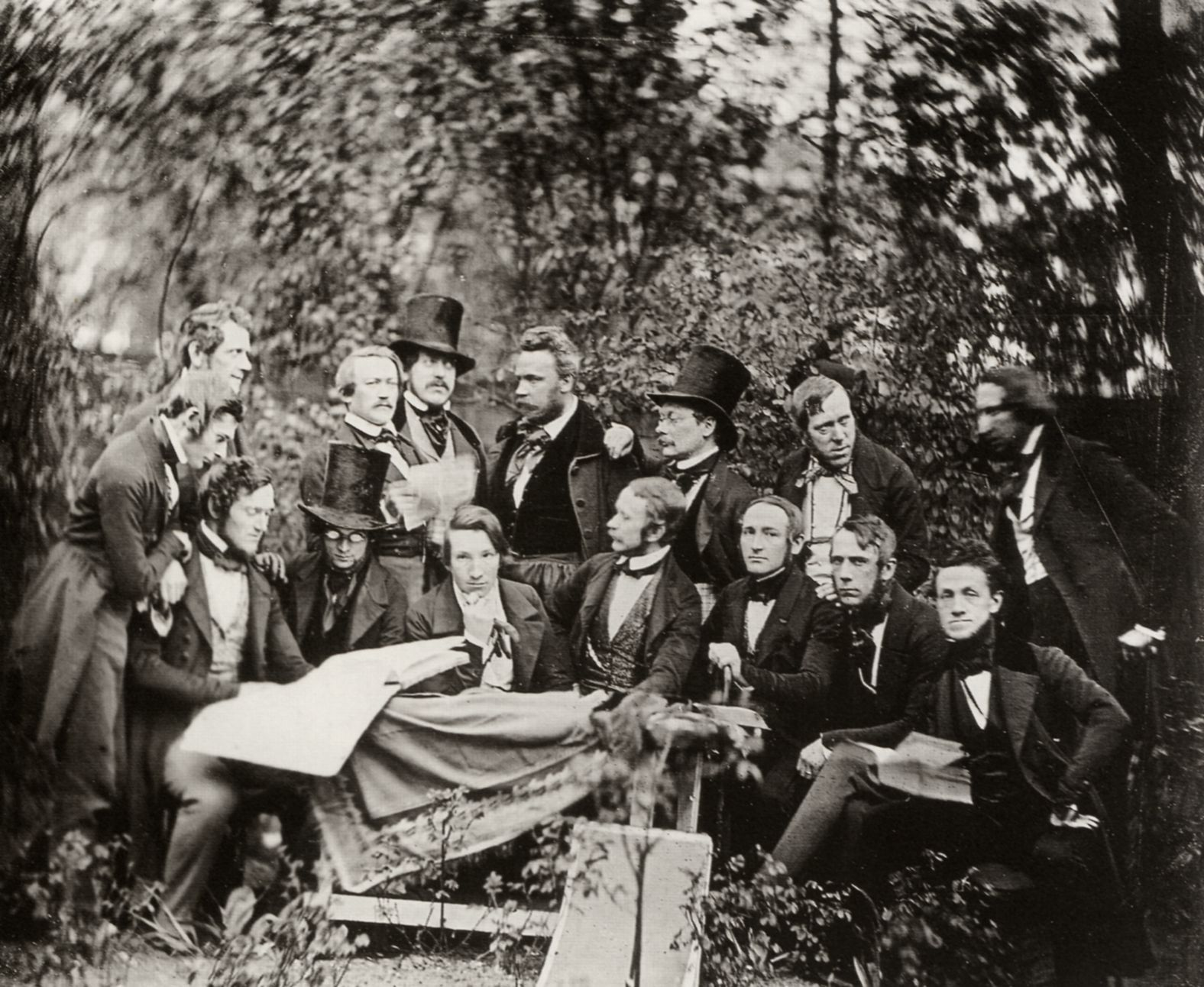
Der Hamburger Künstlerverein, 1843

Toen Stelzner eind jaren 1830 hoorde van de nieuwe techniek van de fotografie, zag hij direct grote mogelijkheden voor de portretteerkunst. In 1839 reisde hij opnieuw naar Parijs om hoogstpersoonlijk de kunst van het fotograferen te gaan leren bij Louis Daguerre, de uitvinder van de daguerreotypie. Drie jaar later opende hij samen met Hermann Blow (1804-1850) een daguerreotypie-studio te Hamburg, die echter een kort leven was beschoren. In 1843 keerde hij terug naar zijn 'oude' studio en werd de eerste daguerreotypist in Sleeswijk-Holstein en uiteindelijk een van de beste van Duitsland. Hij maakte ook als fotograaf vooral portretten, vaak ingekleurd en soms nageschilderd door zijn vrouw Anna Caroline Stelzner, die tevens zijn halfzus was. 
Het meest bekend is Stelzner tegenwoordig nog door zijn groepsportret uit 1843 van de Hamburgse Kunstenaarsvereniging, genomen in de tuin van hun zomerverblijf aan de Caffamacherreihe. Hij was zelf op dat tijdstip lid van deze vereniging, die een belangrijke rol speelde in het culturele leven van Hamburg. Goed te zien is dat iedere persoon ergens op moest leunen om zo weinig mogelijk te bewegen. Stelzner gebruikte Petzval-lenzen om een kleinere beeldhoek te krijgen, ter voorkoming van vertekening langs de randen, met de grillige patronen bovenaan de foto als gevolg. Samen met David Octavius Hill en Robert Adamson was hij de eerste die zich aan dergelijke grote groepsfoto's waagde. 

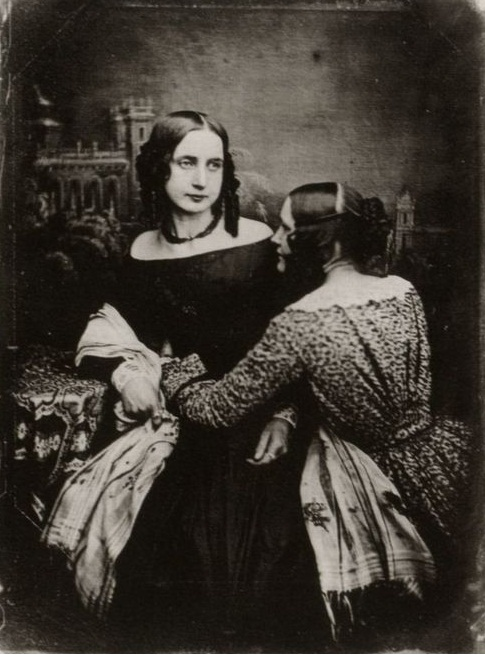
Frau von Braunschweig und Frau Stelzner, 1849

In 1854 stapt Stelzner over op het maken van foto's op papier. Inmiddels was hij gescheiden van zijn eerste vrouw Anna en gehuwd met  Henriette Reimers, die Anna's beste vriendin was. Vanwege toenemende slechtziendheid ten gevolge van het werken met jodium en kwik was Stelzner gedwongen het werk vooral door assistenten te laten uitvoeren. In 1862 moest hij, nagenoeg geheel blind, zijn werk opgeven, hoewel hij nog tot aan zijn dood in 1894 een rol in het artistieke leven van Hamburg zou blijven vervullen.